# Sizzano
Sizzano är en ort och kommun i provinsen Novara i regionen Piemonte i Italien. Kommunen hade 1 430 invånare (2018).